# Taxila
Taxila sau Takshashila (în sanscrită तक्षशिला, transliterat: Takṣaśilā) este un oraș din regiunea Pothohar din Punjab, Pakistan. Situat în Taxila Tehsil din districtul Rawalpindi, se află la aproximativ 25 km nord-vest de zona metropolitană Islamabad–Rawalpindi și chiar la sud de districtul Haripur din Khyber Pakhtunkhwa.
Taxila a fost în antichitate capitala Gandhārei pentru o vreme, situată pe malul estic al râului Indus — joncțiunea esențială a subcontinentului indian și a Asiei Centrale; a fost fondată în jurul anului 1000 î.Hr. Unele ruine de la Taxila datează din timpul Imperiului Persan Ahemenid. În 326 î.Hr., orașul a fost cucerit de Alexandru cel Mare, care a câștigat controlul asupra sa fără luptă, deoarece orașul a fost predat imediat Imperiului Macedonean (Sursa?). Acesta a fost urmat succesiv de Imperiul Maurya, Regatul Indo-Grec, indo-sciți și Imperiul Kușan. Datorită locației sale strategice, Taxila a trecut de la un stăpân la altul de multe ori de-a lungul secolelor, multe state luptând pentru controlul său. Când marile rute comerciale antice care legau aceste regiuni au încetat să mai fie importante, orașul și-a pierdut și el însemnătatea și a fost în cele din urmă distrus în secolul al V-lea de invadatorii huna. În India britanică de la mijlocul secolului al XIX-lea, ruinele Taxilei antice au fost redescoperite de arheologul britanic Alexander Cunningham și excavate pe larg de Sir John Marshall. În 1980, UNESCO a desemnat Taxila ca loc din Patrimoniul Mondial.
Conform unora, Universitatea din Taxila antică este una dintre cele mai vechi universități sau centre de educație din Asia de Sud. Alți savanți nu consideră că ar fi fost o universitate în accepțiune modernă, în sensul că profesorii care locuiau acolo s-ar putea să nu fi fost membri oficiali ai unor colegii și nu părea să fi existat săli de curs și cartiere rezidențiale construite special în oraș. Într-un raport din 2010, Global Heritage Fund a identificat Taxila ca fiind unul dintre cele 12 situri din întreaga lume care se aflau „la un pas” de pierderi și daune ireparabile, invocând managementul insuficient, presiunea dezvoltatorilor, jafurile și conflictele armate drept amenințări principale. Cu toate acestea, guvernul pakistanez a întreprins de atunci eforturi semnificative de conservare, ceea ce a dus la recategorizarea site-ului ca „bine conservat” de către diferite publicații internaționale. Datorită eforturilor ample de conservare și întreținere, Taxila este unul dintre locurile turistice populare din Punjab, atrăgând până la un milion de turiști în fiecare an.